# Öndörkhaan
Öndörkhaan (en mongol:Өндөрхаан; de vegades escrit Undurkhaan), és una ciutat de Mongòlia que es troba a 290 km a l'est d'Ulaanbaatar. Öndörkhaan té uns 15,000 habitants i és la capital de la província de Khentii (aimag).

## Clima
Öndörkhaan té un clima semiàrid, en la (classificació de Köppen es denota com BSk) és un clima continental extrem, amb iverns llargs i frígids i estius curts i moderadament càlids.
| Dades climàtiques a Öndörkhaan             | Dades climàtiques a Öndörkhaan | Dades climàtiques a Öndörkhaan | Dades climàtiques a Öndörkhaan | Dades climàtiques a Öndörkhaan | Dades climàtiques a Öndörkhaan | Dades climàtiques a Öndörkhaan | Dades climàtiques a Öndörkhaan | Dades climàtiques a Öndörkhaan | Dades climàtiques a Öndörkhaan | Dades climàtiques a Öndörkhaan | Dades climàtiques a Öndörkhaan | Dades climàtiques a Öndörkhaan | Dades climàtiques a Öndörkhaan |
| Mes                                        | gen                            | febr                           | març                           | abr                            | maig                           | juny                           | jul                            | ag                             | set                            | oct                            | nov                            | des                            | anual                          |
| ------------------------------------------ | ------------------------------ | ------------------------------ | ------------------------------ | ------------------------------ | ------------------------------ | ------------------------------ | ------------------------------ | ------------------------------ | ------------------------------ | ------------------------------ | ------------------------------ | ------------------------------ | ------------------------------ |
| Màxima rècord °C (°F)                      | 0.2 (32.4)                     | 7.2 (45)                       | 19.4 (66.9)                    | 27.1 (80.8)                    | 35.3 (95.5)                    | 38.5 (101.3)                   | 37.7 (99.9)                    | 36.6 (97.9)                    | 30.4 (86.7)                    | 31.7 (89.1)                    | 14.6 (58.3)                    | 7.5 (45.5)                     | 38.5 (101.3)                   |
| Màxima mitjana °C (°F)                     | −15.0 (5)                      | −10.4 (13.3)                   | 0.2 (32.4)                     | 10.8 (51.4)                    | 19.2 (66.6)                    | 24.0 (75.2)                    | 25.4 (77.7)                    | 23.5 (74.3)                    | 17.7 (63.9)                    | 9.3 (48.7)                     | −3.9 (25)                      | −12.6 (9.3)                    | 7.35 (45.23)                   |
| Mitjana diària °C (°F)                     | −22.4 (−8.3)                   | −19.2 (−2.6)                   | −8.9 (16)                      | 2.3 (36.1)                     | 10.6 (51.1)                    | 16.4 (61.5)                    | 18.5 (65.3)                    | 16.5 (61.7)                    | 9.4 (48.9)                     | 0.6 (33.1)                     | −11.6 (11.1)                   | −19.8 (−3.6)                   | −0.63 (30.86)                  |
| Mínima mitjana °C (°F)                     | −27.9 (−18.2)                  | −26.9 (−16.4)                  | −16.6 (2.1)                    | −5.8 (21.6)                    | 2.2 (36)                       | 9.2 (48.6)                     | 12.0 (53.6)                    | 10.1 (50.2)                    | 2.8 (37)                       | −5.9 (21.4)                    | −17.7 (0.1)                    | −25.4 (−13.7)                  | −7.49 (18.53)                  |
| Mínima rècord °C (°F)                      | −44.1 (−47.4)                  | −43.2 (−45.8)                  | −38.2 (−36.8)                  | −20.8 (−5.4)                   | −13.7 (7.3)                    | −3.0 (26.6)                    | 1.2 (34.2)                     | −1.9 (28.6)                    | −10.8 (12.6)                   | −24.1 (−11.4)                  | −35.3 (−31.5)                  | −42.9 (−45.2)                  | −44.1 (−47.4)                  |
| Precipitació mitjana mm (polzades)         | 1.2 (0.047)                    | 2.6 (0.102)                    | 2.5 (0.098)                    | 7.9 (0.311)                    | 15.0 (0.591)                   | 42.2 (1.661)                   | 65.4 (2.575)                   | 49.4 (1.945)                   | 23.4 (0.921)                   | 8.2 (0.323)                    | 3.3 (0.13)                     | 2.4 (0.094)                    | 223.5 (8.798)                  |
| Mitjana de dies de precipitació (≥ 1.0 mm) | 0.5                            | 0.4                            | 0.8                            | 1.7                            | 2.7                            | 6.3                            | 10.1                           | 8.5                            | 4.1                            | 2.3                            | 1.1                            | 0.9                            | 39.4                           |
| Font: NOAA (1961-1990)                     |                                |                                |                                |                                |                                |                                |                                |                                |                                |                                |                                |                                |                                |

## Economia
Hi ha mineria de carbó i la mina Chandgana Tal es troba a 53 km a l'est d'Öndörkhaan.
Disposa d'aeroport (UNR/ZMUH) amb pista sense asfaltar am vols a Ulan Bator.